# Găluște cu prune
Găluștele cu prune, cunoscute și ca gomboți cu prune (în germană Zwetschgenknödel; în maghiară szilvás gombóc), sunt un desert tradițional din Europa Centrală și de Est, preparat din cartofi, făină, ouă, pesmet, prune. Este realizat sub forma unor bile din aluat umplute cu fructe (prune) care apoi sunt fierte în apă, scurse și apoi tăvălite printr pesmet, scorțișoară, zahăr sau un amestec din toate trei.

## Nume
Desertul provine din regiunea Banatului, unde este cunoscut în limba sârbocroată ca gomboce sau knedle od šljiva. În limba română, desertul este cunoscut ca găluște sau gomboți cu prune. Alte nume pentru desert sunt: în germană Zwetschgenknödel, în maghiară szilvásgombóc, în slovenă slivovi cmoki, în slovacă slivkové knedle, în cehă švestkové knedlíky, în poloneză Knedle ze śliwkami.

## Mod de preparare
Aluatul se face cu piure de cartofi, ouă și făină. Aluatul este turtit și tăiat în pătrate. Prunele se introduc manual în găluște. Unele versiuni ale rețetei folosesc tăieței în loc de cartofi. În unele rețete este indicată îndepărtarea sâmburelui și umplerea fructelor cu zahăr. Prunele sunt apoi complet învelite în aluat și introduse în apă clocotită. Când încep să plutească, sunt scoase, stropite cu zahăr și servite. De asemenea, pot fi acoperite cu pesmet prăjit în unt. Desertul se servește uneori cu scorțișoară sau smântână.

## Galerie de imagini

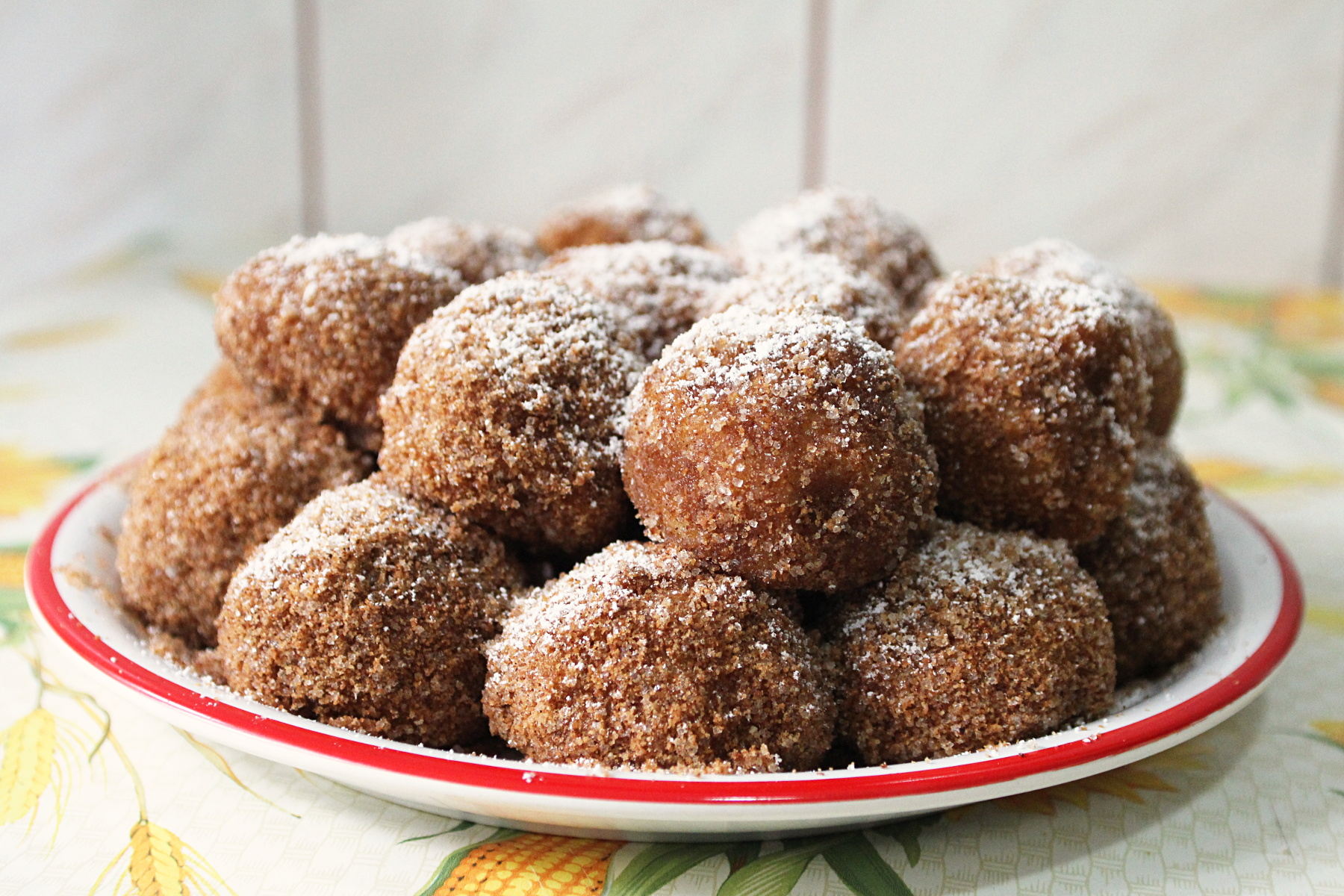
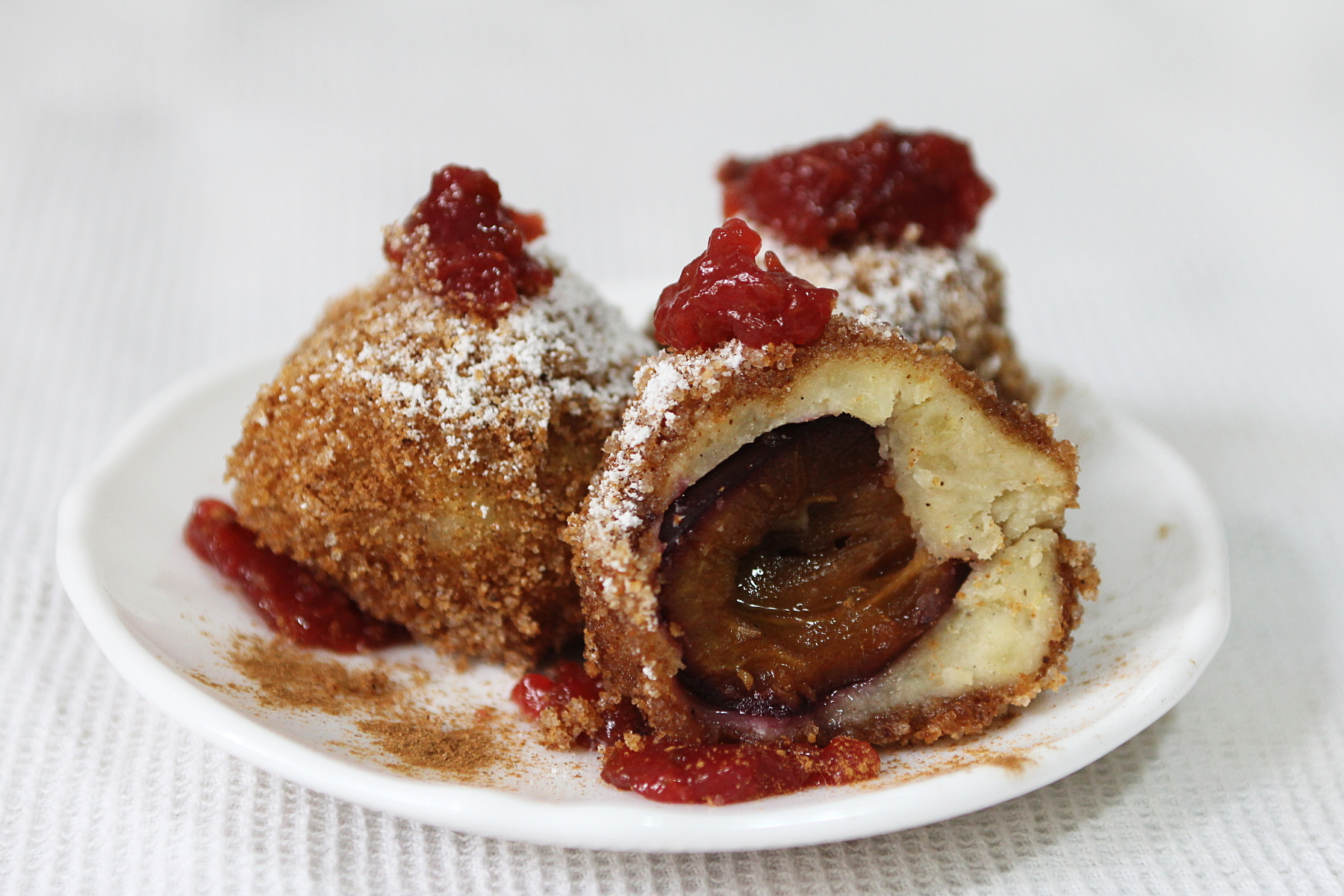
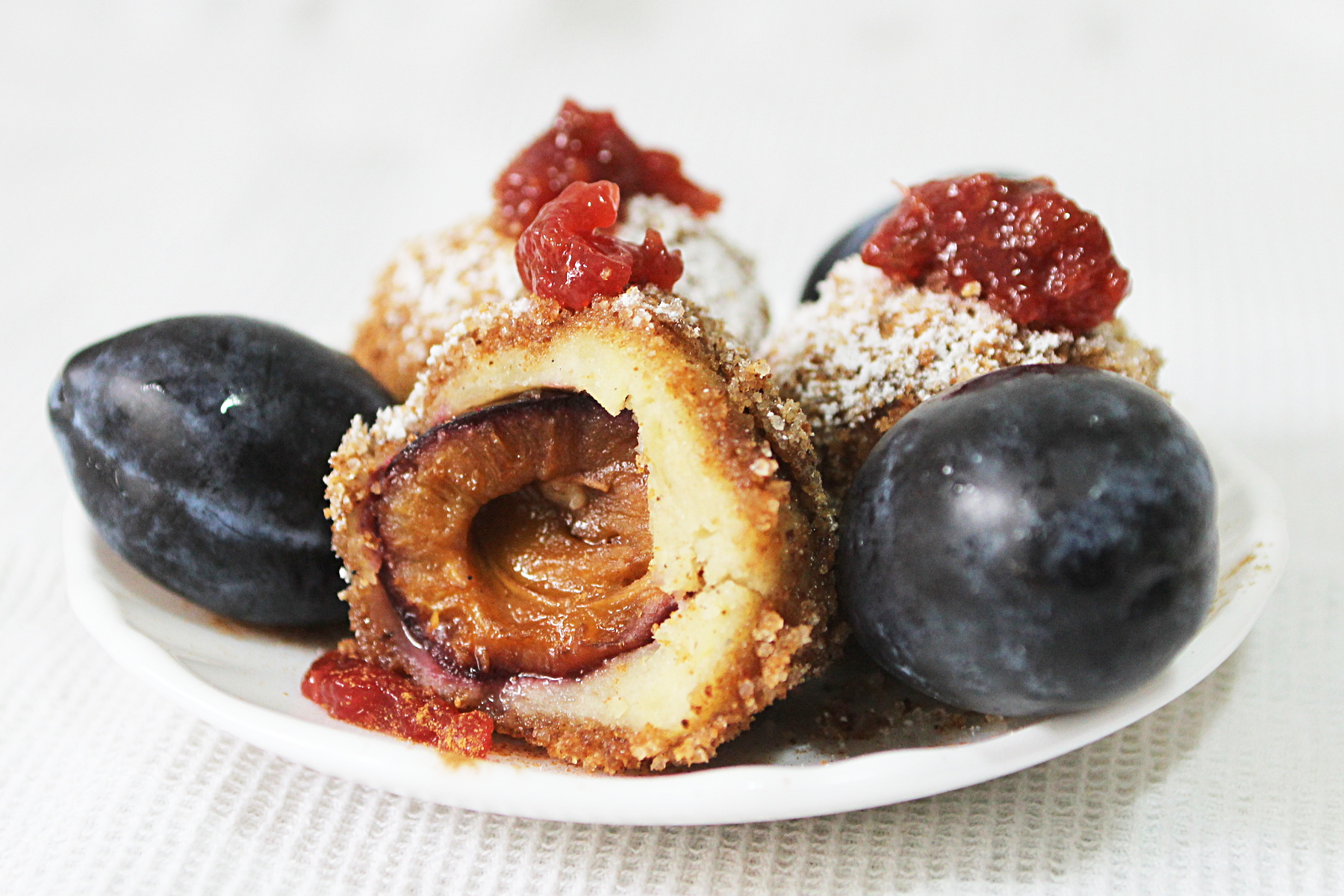
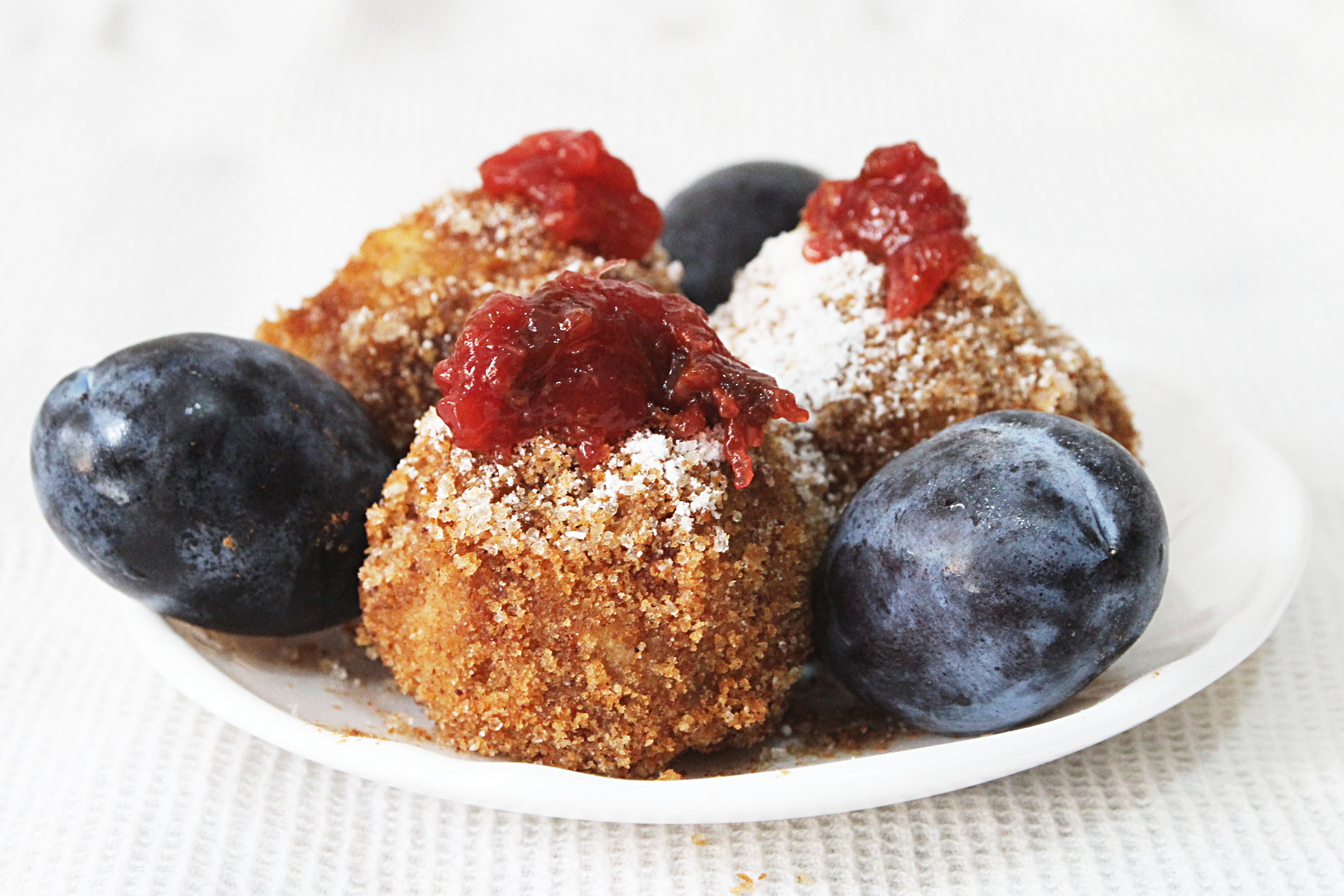
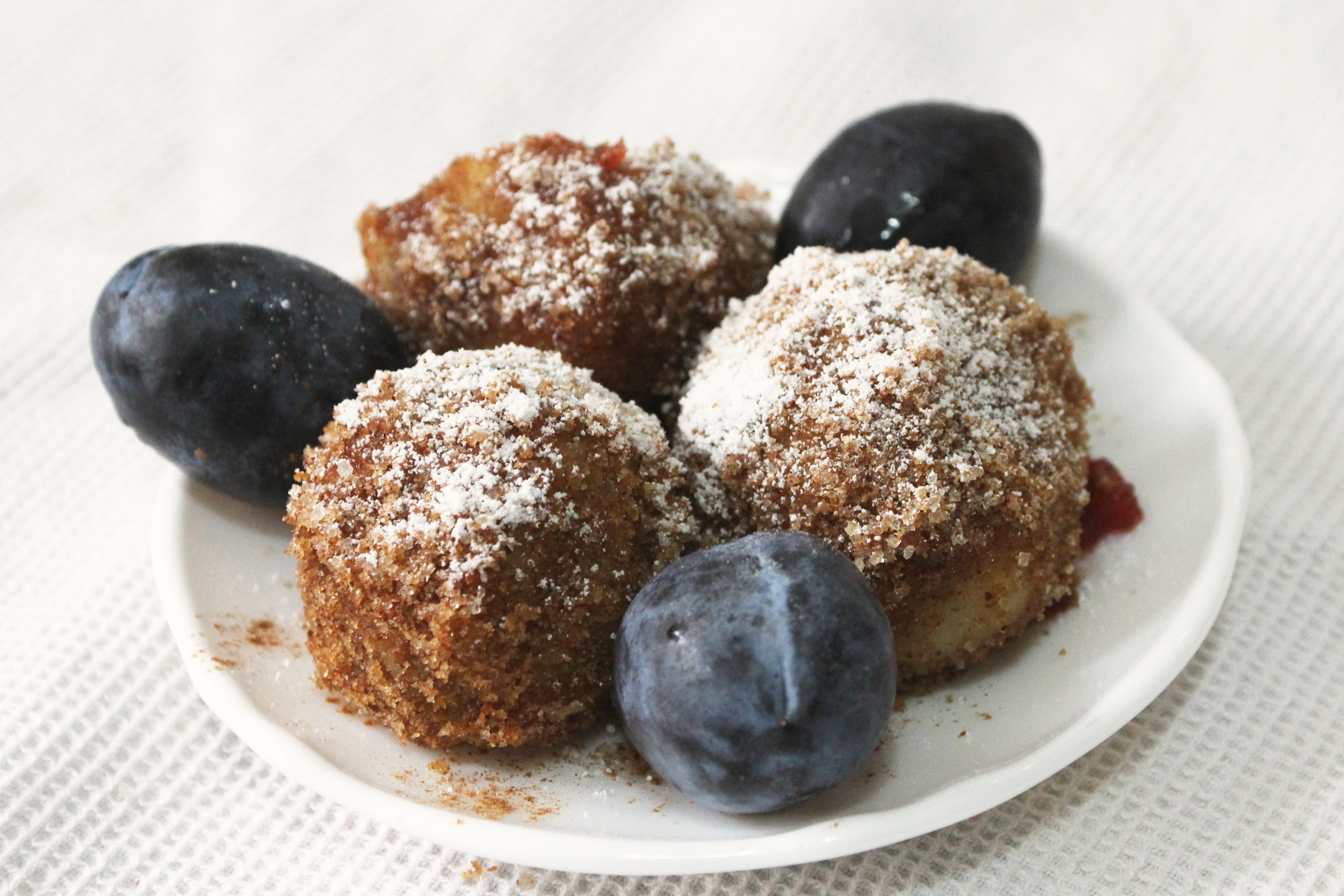
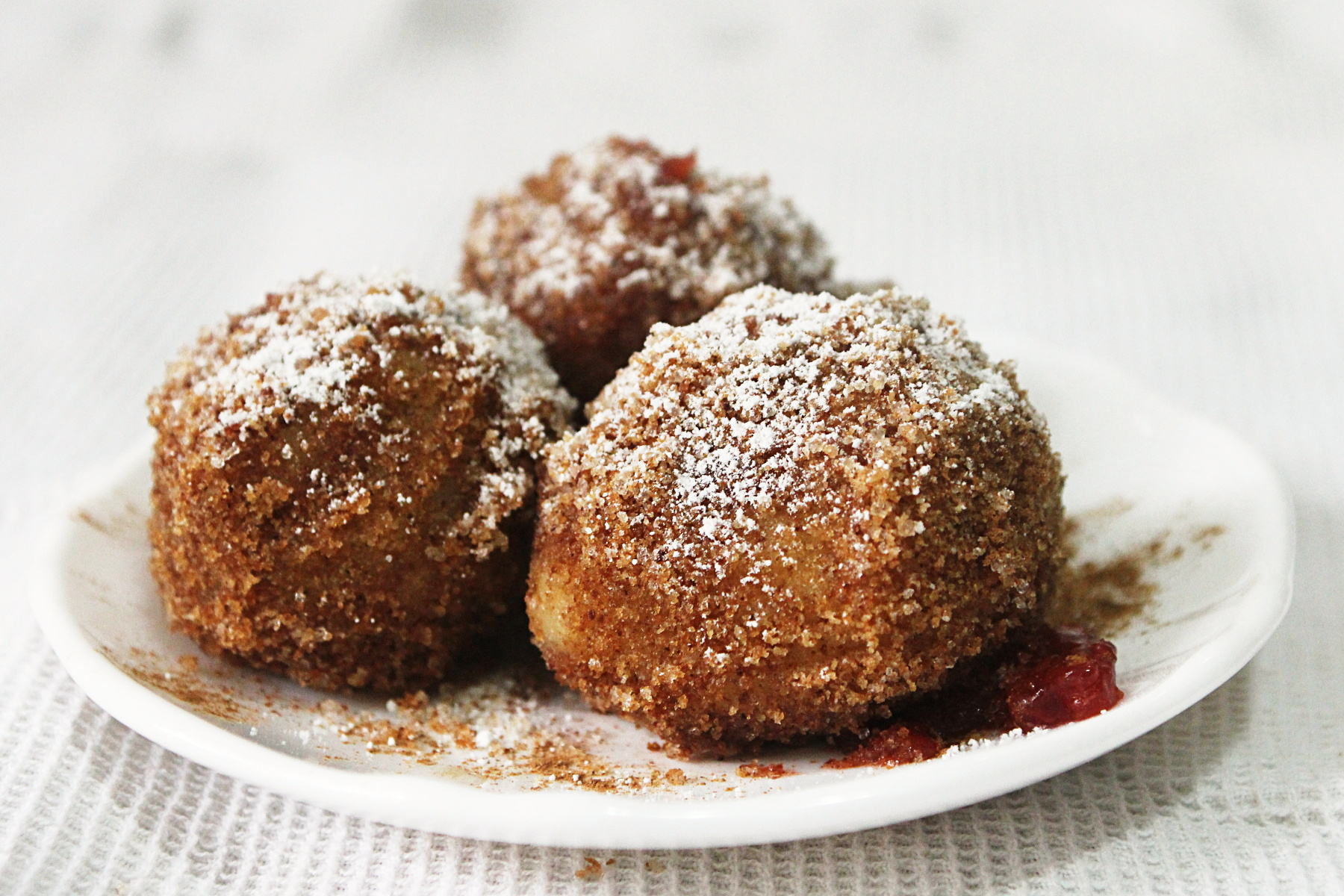
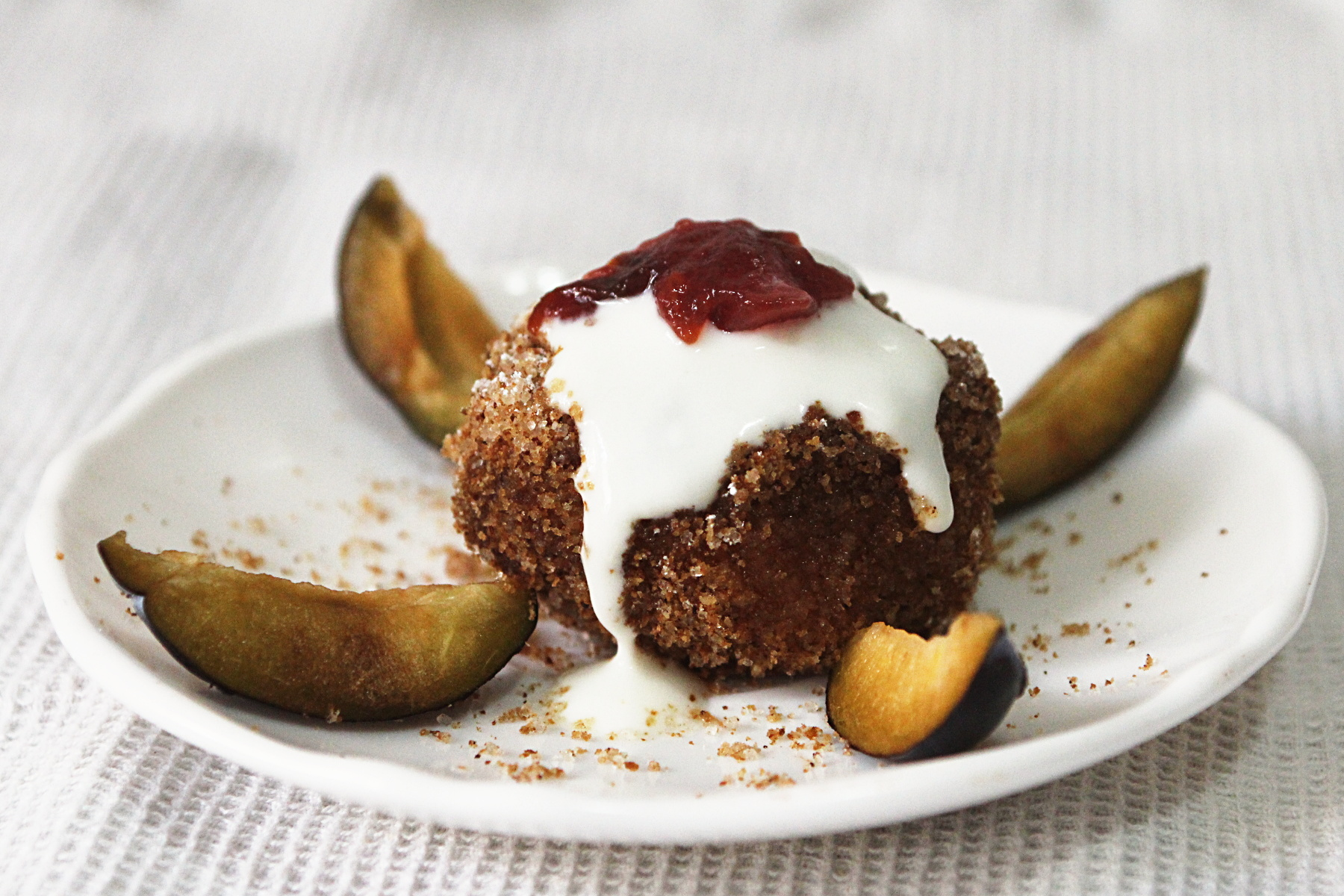
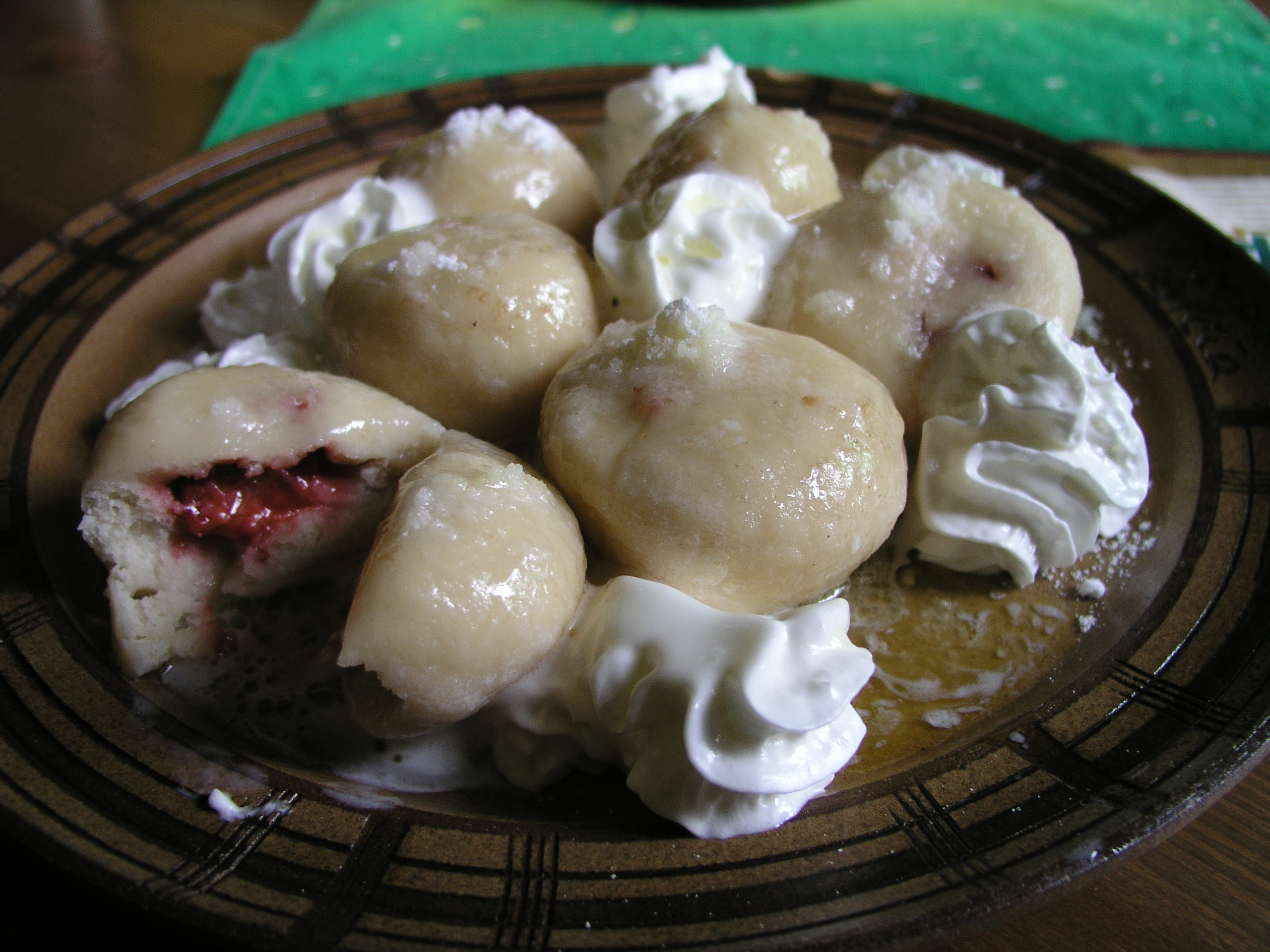
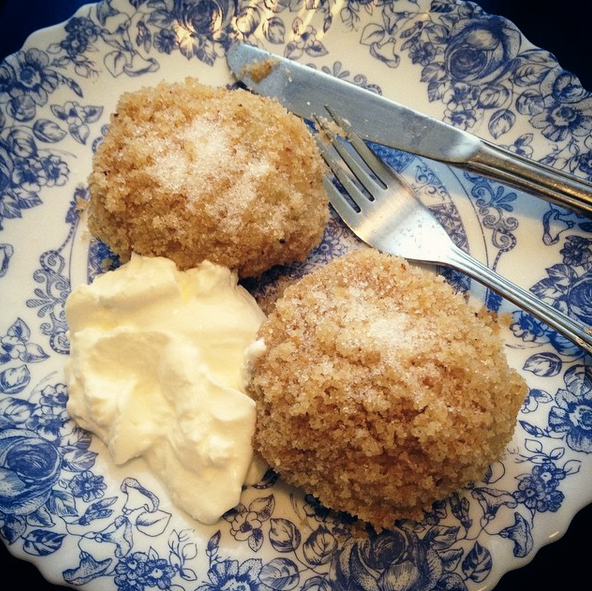